# ماريا فيتوريا من بوزو
ماريا فيتوريا من بوزو (9 أغسطس 1849 - 8 نوفمبر 1876) هي من نبلاء إيطاليين، كانت متزوجة من أماديو سافوي، دوق أوستا الابن الثاني لـ فيتوريو إمانويلي الثاني، ملك إيطاليا، وكانت لـ ثلاثة سنوات ملكة لإسبانيا بعد وصول زوجها إلى العرش في 1870، حتى تنازل زوجها عنها في 1873، وأيضا هي السلف دوق بوليا المطالب الحالي لـ عرش إيطالي.